# RWDモレンベーク (1909年)
RWDモレンベーク（オランダ語: Racing White Daring Molenbeek）は、2002年まで存在したベルギーのサッカークラブである。略称はRWDM。

## 歴史
1909年にホワイトスター・クラブ・ブリュッセル (White Star Club de Bruxelles) として創設された。その後、ホワイト・スターAC（White Star Athletic Club）としてベルギーサッカー協会のメンバーとなり、登録番号47を与えられた。

### ホワイトスターAC
当初はホワイトスター・ウォルウェAC (White Star Woluwé A.C.) 、その後ロイヤル・ホワイトスターAC (Royal White Star A.C.) として、1部リーグに1924-25シーズンおよび1934-35から1946-47シーズンのあいだ所属した。現存するホワイトスター・ウォルウェFCの名前はここから採られたが、それ以上の関連性はない。

### ラシン・ホワイト
1963年にラシン・ブリュッセル (Racing de Bruxelles、1894年創設) と合併し、ロイヤル・ラシン・ホワイト (Royal Racing White) となった。1965年から1973年まで1部リーグに所属し、その後の2シーズンは2部リーグで過ごした。ホームグラウンドはブリュッセルのウォルウェ＝サン＝ランベールにあるスタッド・ファロンを使用していた。1973年7月に有名クラブのダーリン・クラブ・ブリュッセル（Daring Club de Bruxelles、1895年創設）と合併して、RWDモレンベーク (R.W.D. Molenbeek) となった。合併の主たる要因はリーグ戦での観客動員数の低さにあった。

### RWDモレンベーク
クラブはその成立から10シーズンにわたって1部リーグに所属し、1974-75シーズンには優勝した。頻繁にヨーロッパの大会への出場権を獲得し、1977年にはUEFAカップで準決勝へ進出した。クラブはRラシン・ホワイトの登録番号47を引き継いだことにより当初から1部リーグに参加できたが、ダーリン・クラブとしての栄誉は失われた。クラブはブリュッセルのモレンベーク＝サン＝ジャンでプレーした。
1984年以降、クラブはさまざまな難問に直面するようになり、2002年の破産へといたった。
その後クラブはブリュッセル近郊にあったKFCストロンベーク（K.F.C. Strombeek、1932年創設）と合併し、FCモレンベーク・ブリュッセル・ストロンベーク (F.C. Molenbeek Brussels Strombeek) 、通称FCブリュッセルとなった。この新クラブ（登録番号はKFCストロンベークの1938を引き継いだ）は2002-03シーズンこそ2部リーグからのスタートになったが、2004年にジュピラーリーグに昇格した。
これに前後して、クラブの名前を生き残らせるため奮闘したファンたちによって、2003年にRWDM47という名前の新チーム（登録番号は新規）が作られた。チームはベルギーのサッカーリーグ構成において底辺であるブラバント地方ディビジョン4（8部相当）からのスタートとなったが、他のブラバント州のチームを吸収して2006年にはブラバント州1部（5部相当）に昇格した。2020年には2部のベルギー・ファースト・ディビジョンBにまで昇格している。

## タイトル
- ベルギー・プロ・リーグ : 1回
  - 1974-75
- ベルギー・セカンドディビジョン : 5回
  - 1923-24, 1933-34, 1964-65, 1984-85, 1989-90
- ベルギー・セカンドディビジョン・ファイナルラウンド : 1回
  - 2001

## 歴代所属選手
- ロベール・ワセイジュ 1963-1970
- ヨゼフ・マソプスト 1968-1970
- ポール・ヴァン・ヒムスト 1975-1976
- モアテン・オルセン 1976-1980
- レネ・デザイェレ 1978-1983
- フランキー・ヴァン・デル・エルスト 1978-1984
- エルウィン・ヴァンデンベルグ 1994-1995
- ヴェスレイ・ソンク 1996-1998